# Vodácký areál Lídy Polesné
Vodácký areál Lídy Polesné je českobudějovické vltavské sportoviště určené převážně pro vodní sporty (vodní slalom, sjezd, rafting, paddleboarding, surfing na umělé vlně) nacházející se v Českém Vrbném. Je domovem Sportovního klubu vodní slalom České Budějovice.

## Historie

### 20. století
Areál je pojmenován po československé vodní slalomářce Ludmile Polesné, která zde sama trénovala.
O vybudování umělé slalomové dráhy se začalo uvažovat v 70. letech 20. století poté, co se vodní slalom stal součástí programu olympijských her v Mnichově. O zařazení do plánu výstavby se významně zasadila aktivita místního kanoistického oddílu TJ Škoda a členka tehdejšího ÚV ČSTV Ludmila Polesná. Původní návrh postavit trať pod slepým ramenem Malše byl pro nevyhovující malý spád zamítnut a podporu získal prostor v Českém Vrbném. Vlastní stavba byla zahájena v roce 1978 a dokončena byla na jaře 1983.
Vodní slalomová dráha vznikla v Českém Vrbném necelých 6 km od centra Českých Budějovic v místě náhonu pro  hydroelektrárnu Českého akciového pivovaru Budvar. V současnosti kolem ní vede cyklostezka z Budějovic na Hlubokou nad Vltavou. Zmíněná elektrárna, jež už není v provozu, nicméně je zachovaná, v roce 1922 nahradila Fellingerův mlýn. Původní pevný jez a jez Suchomel, který byl situován blíže krajskému městu, v polovině 30. let nahradil jez nový, pohyblivý. Ze starého jezu, situovaného celkem daleko od dnešního vrbenského, se zachovala šlajsna, která byla pod názvem Kolovadlo obávanou překážkou v rámci původní umělé slalomové tratě i kanoistického závodu České Budějovice – Praha, který se konal v letech 1922–1959.
Oddíly i veřejnost už trénovaly na ještě nedokončené trati, následně se podílely na údržbě a vylepšování prostřednictvím odpracování brigádnických hodin. Pro trénink byla propust u elektrárny kanoisty využívána už v 50. a 60. letech.

### 21. století
V letech 2008–2011 byl za účelem podpory říční dopravy v těsné blízkosti kanálu realizován projekt výstavby zdymadla a ochranného přístaviště Marina České Vrbné.
V roce 2011 proběhla kompletní přestavba kanálu, v němž vznikl členitý půdorys tvořený skluzy a lagunami, který nevyžaduje použití energeticky náročných přečerpávacích turbín.

## Popis
Areál je rozložen kolem umělé slalomové dráhy. Ta je vybavena pohyblivými překážkami v kolejnicích, jež slouží k ovlivňování obtížnosti a charakteru trati.
Areál využívají k tréninkům sportovní a vodácké kluby, složky IZS (hasiči, policie, VZS ČČK) nebo vojsko. Na slalomové dráze se organizují i soutěže, a to včetně mezinárodních, jako jsou například Mezinárodní vodácký festival Wave, mistrovství světa v raftingu juniorů a veteránů nebo evropský pohár.
Také veřejnost využívá areál k vyzkoušení raftingu nebo jízdy na kánoi či kajaku, přičemž vodácké vybavení si lze na místě vypůjčit. Začátečníkům a zájemcům o paddleboarding je určena horní část dráhy nebo mohou vyrazit na klidnou Vltavu. Nástupní bazének pod stavidlem je také využíván pro kanoepolo. V roce 2020 byl upraven i první stupeň tak, aby ho mohli využívat surfaři na říční vlně.
V areálu je možné se ubytovat v kempu nebo v hostelu.

## Galerie

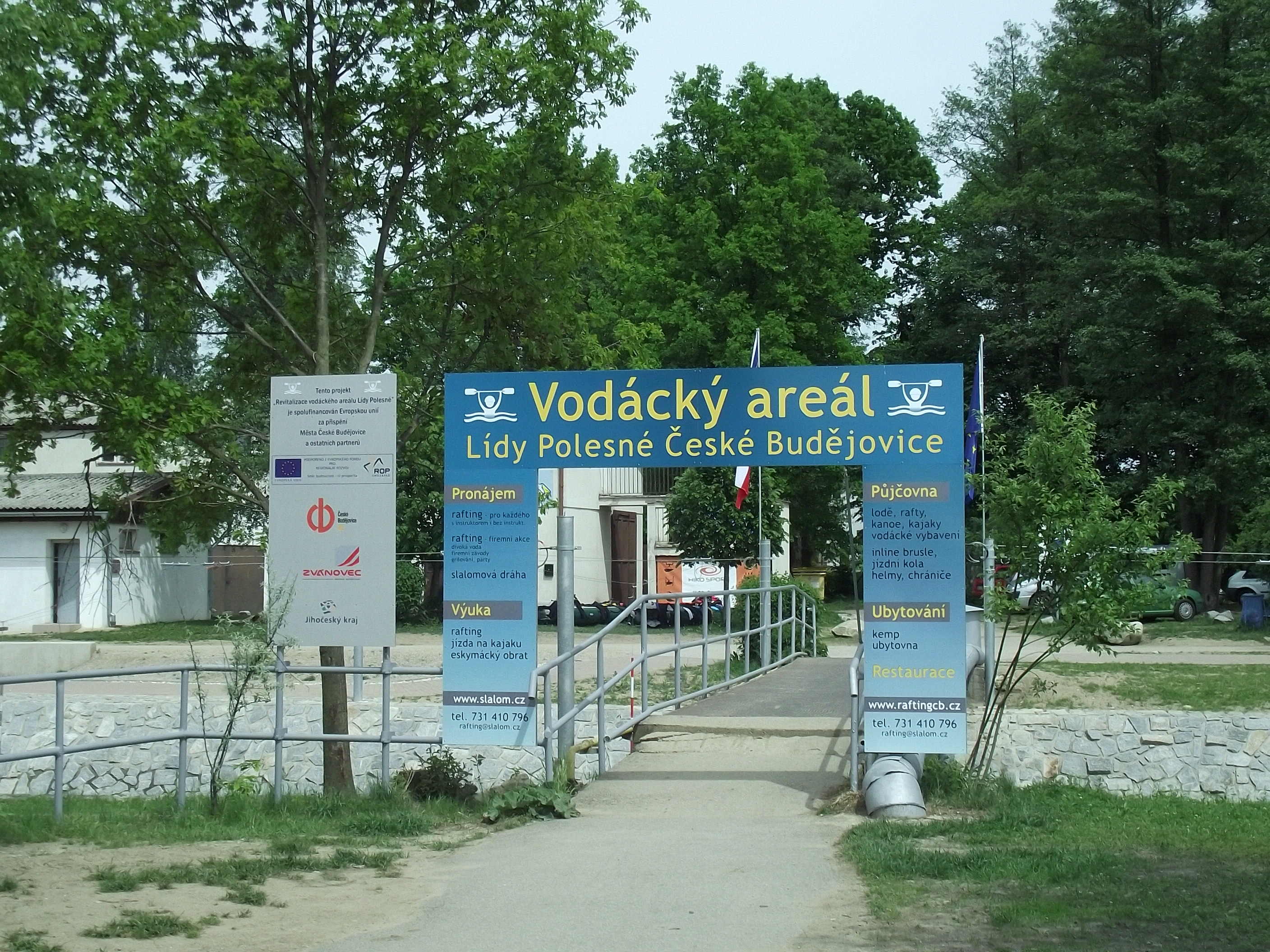
Vstup do areálu
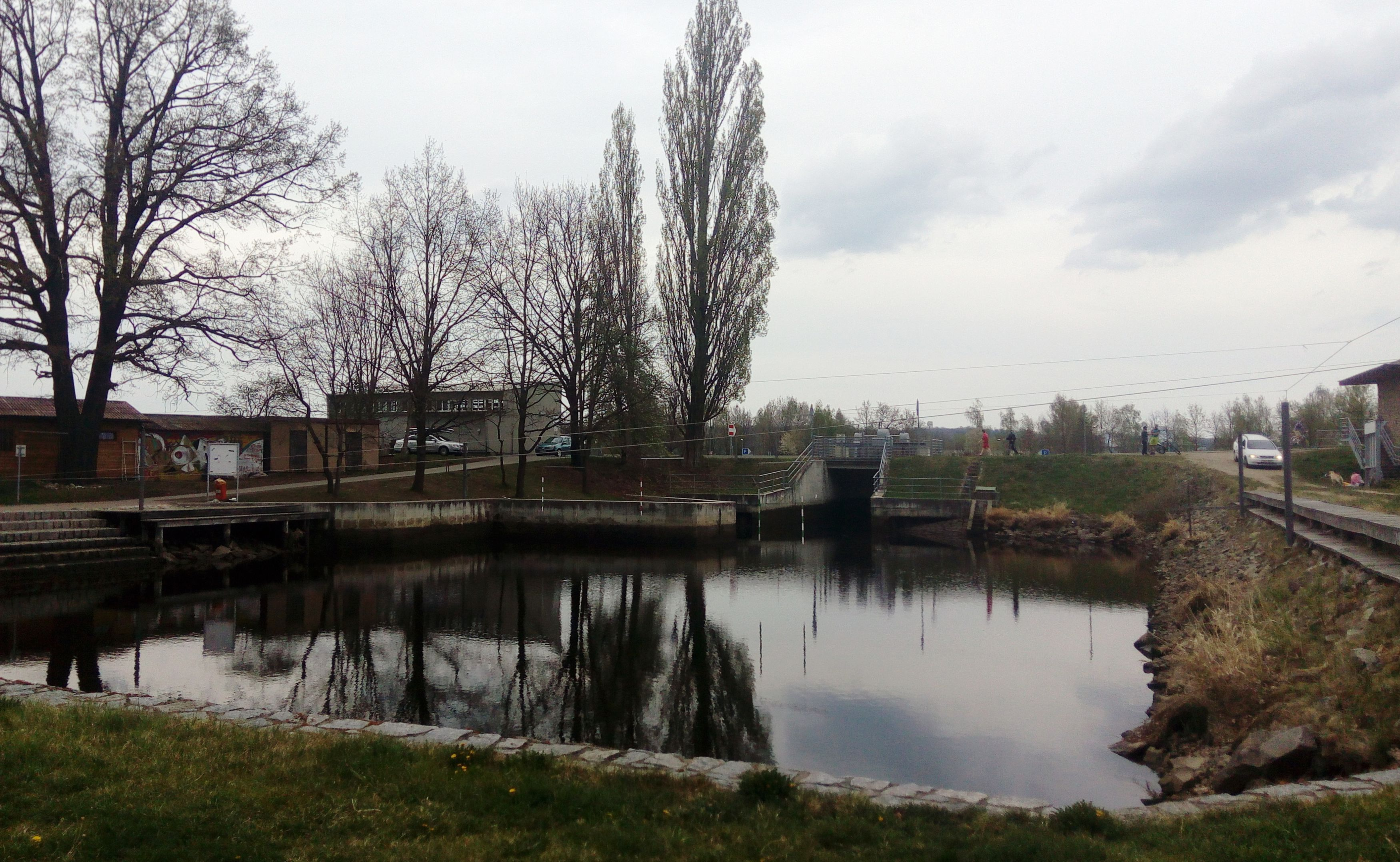
Bazének
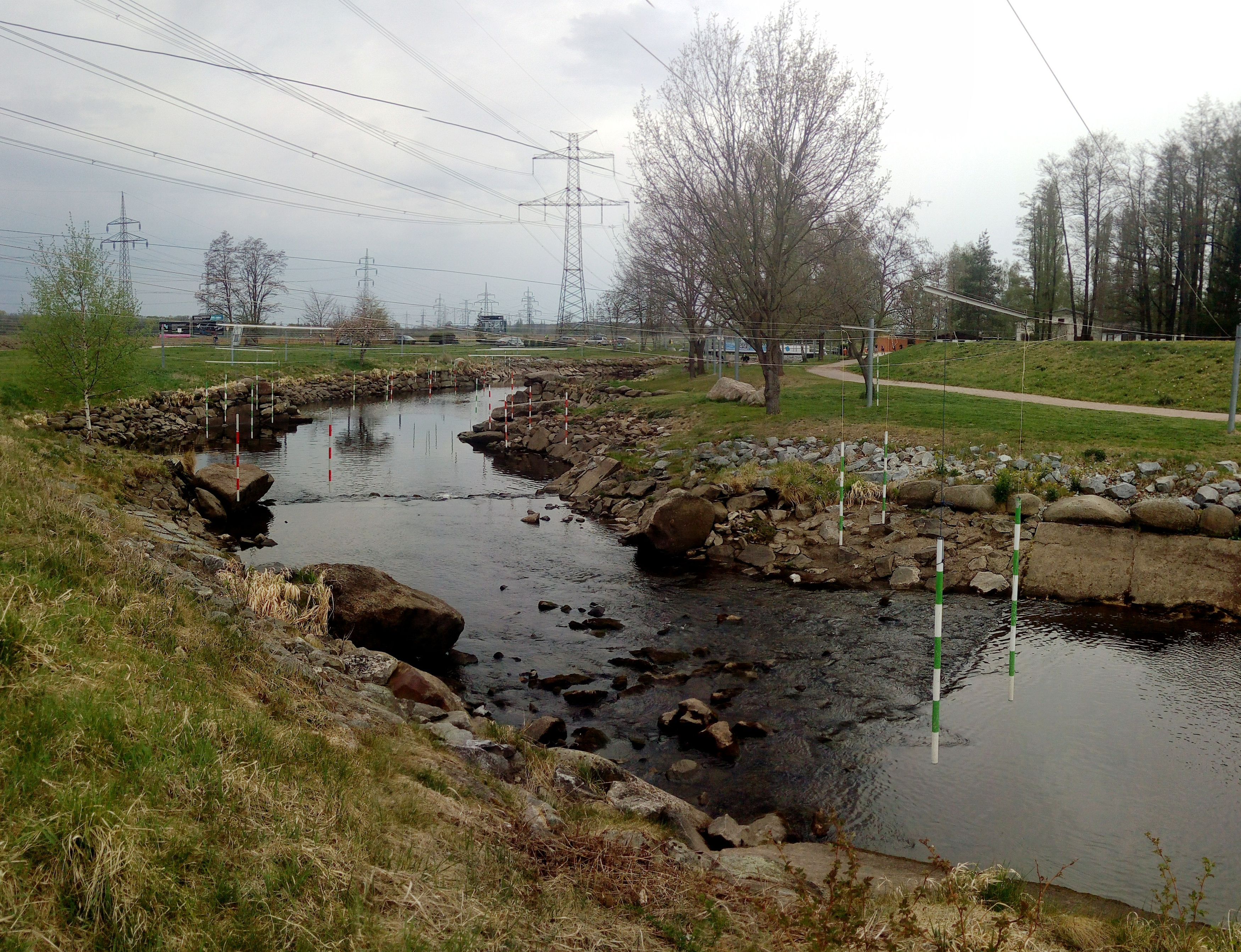
Klidnější horní část
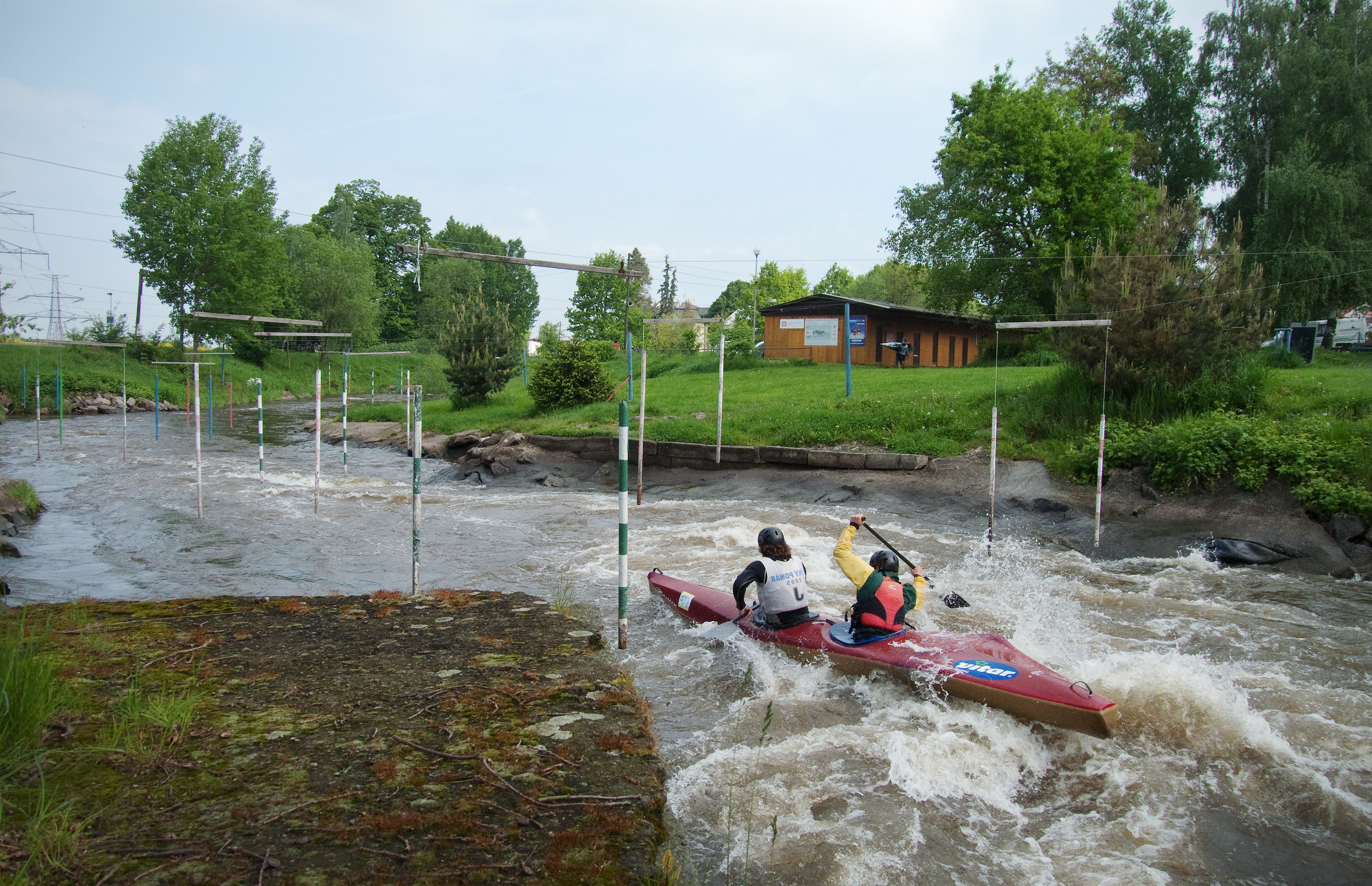
Trať v roce 2010
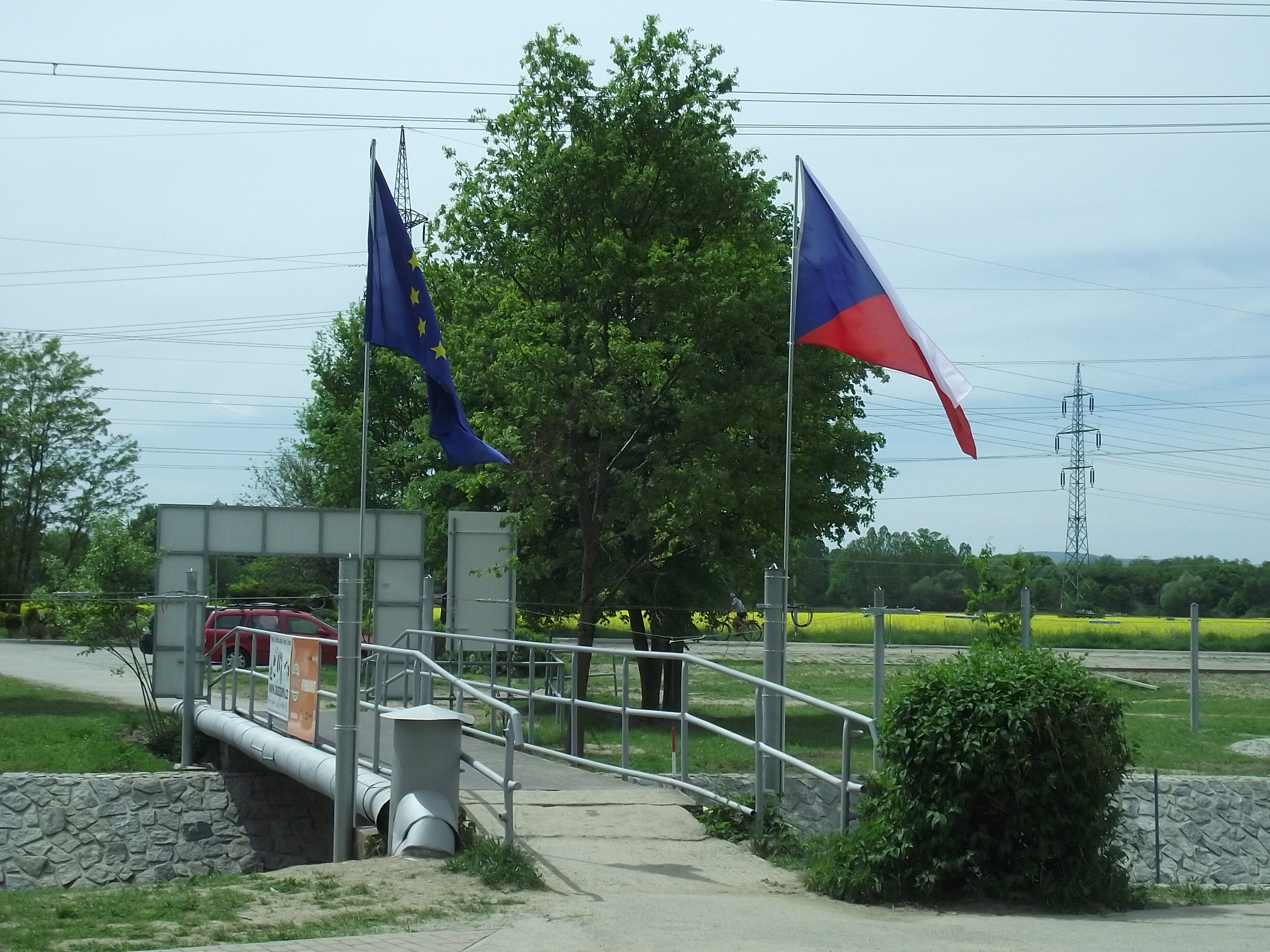
Lávka přes kanál
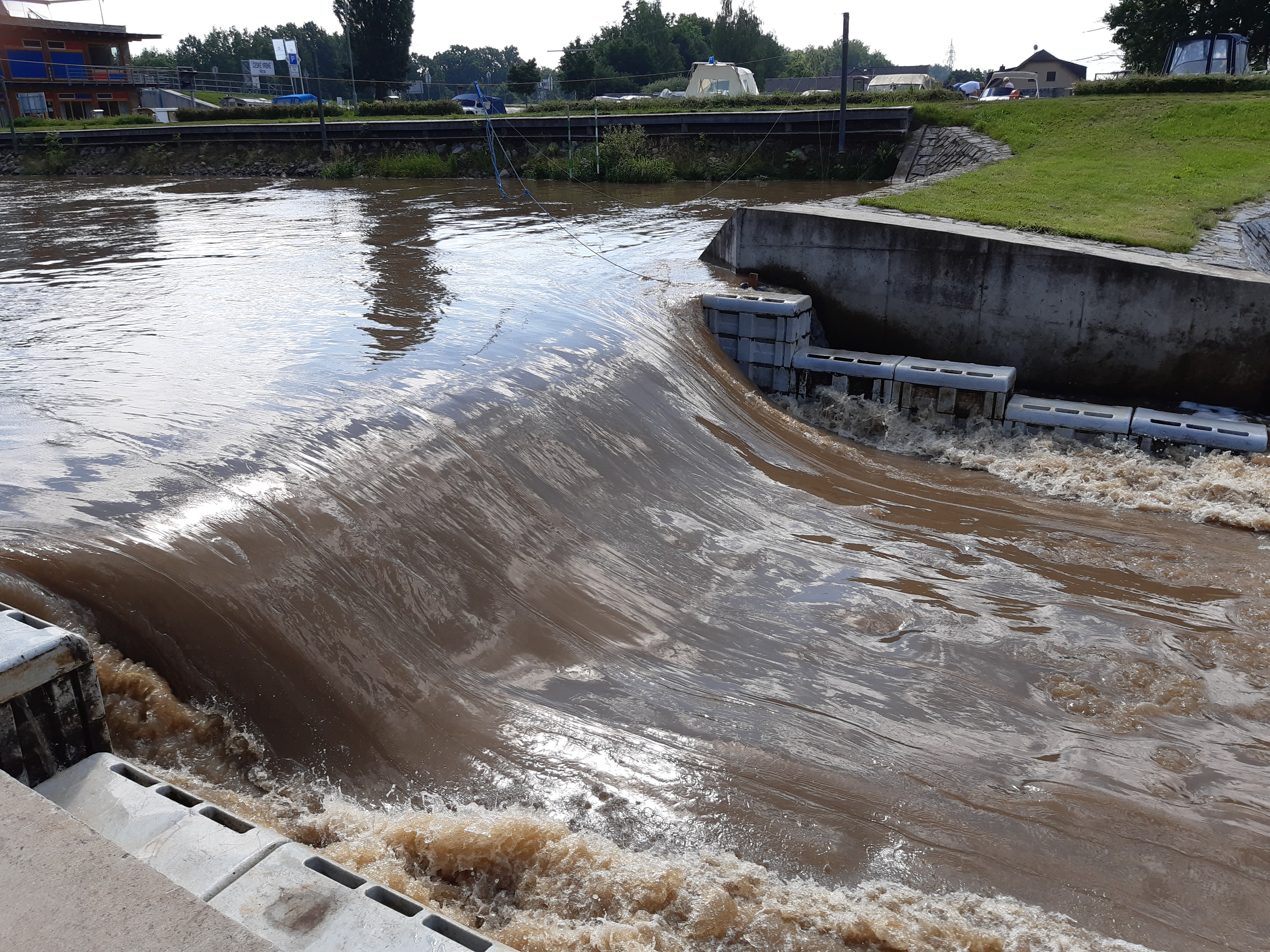
Nový spád do první části kanálu
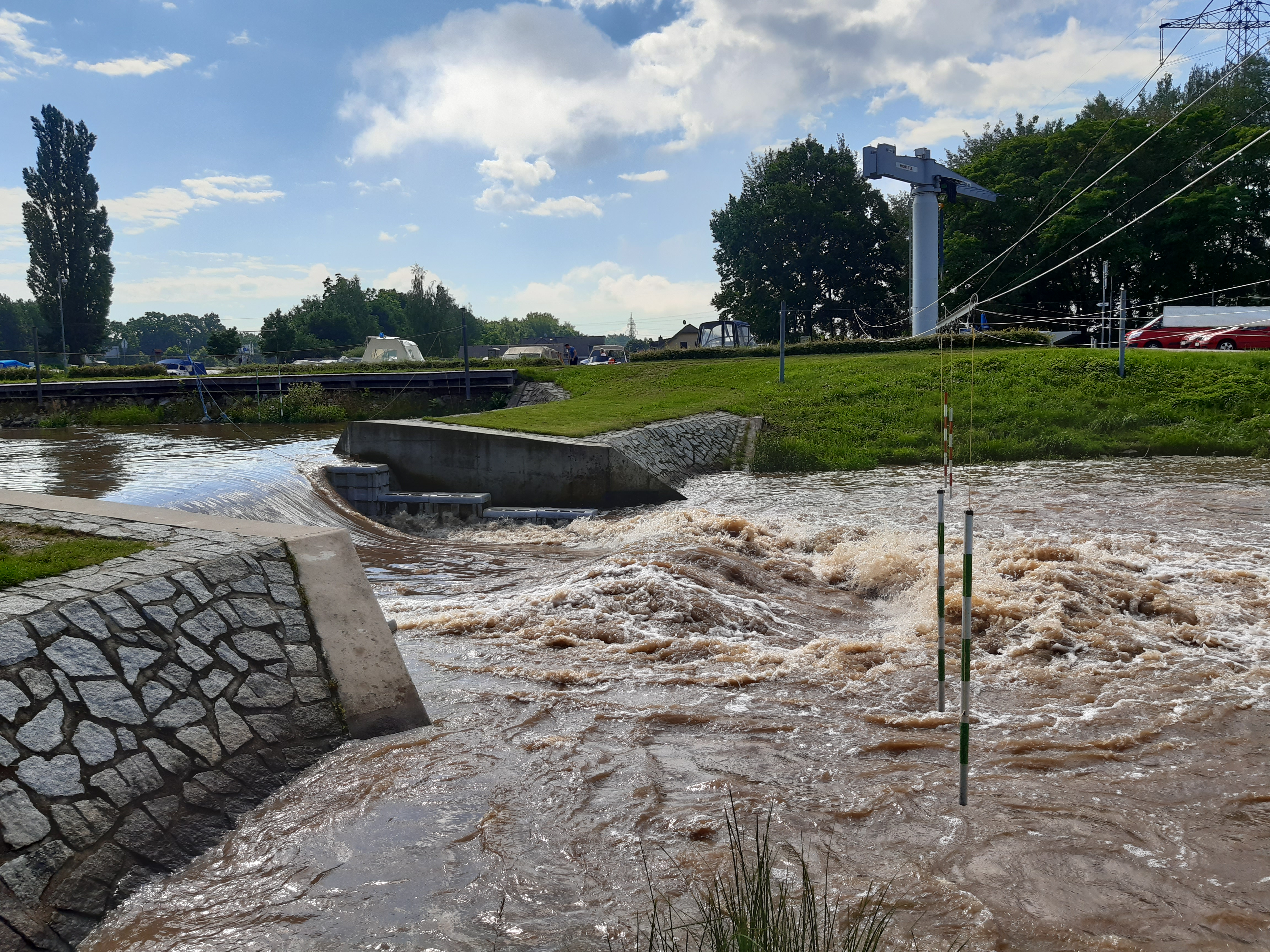
Spád i s válcem pod ním
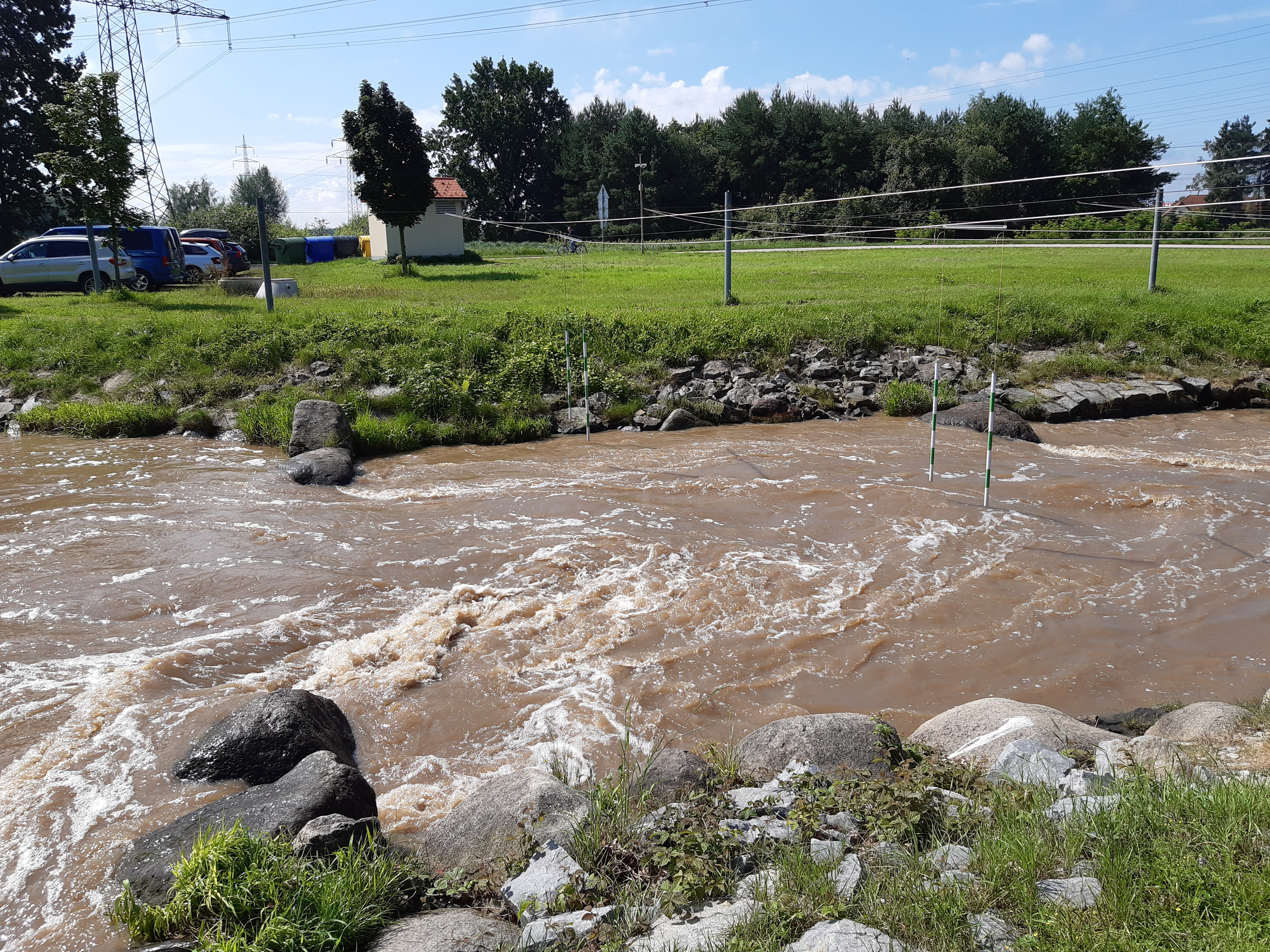
Klidnější část po spádu
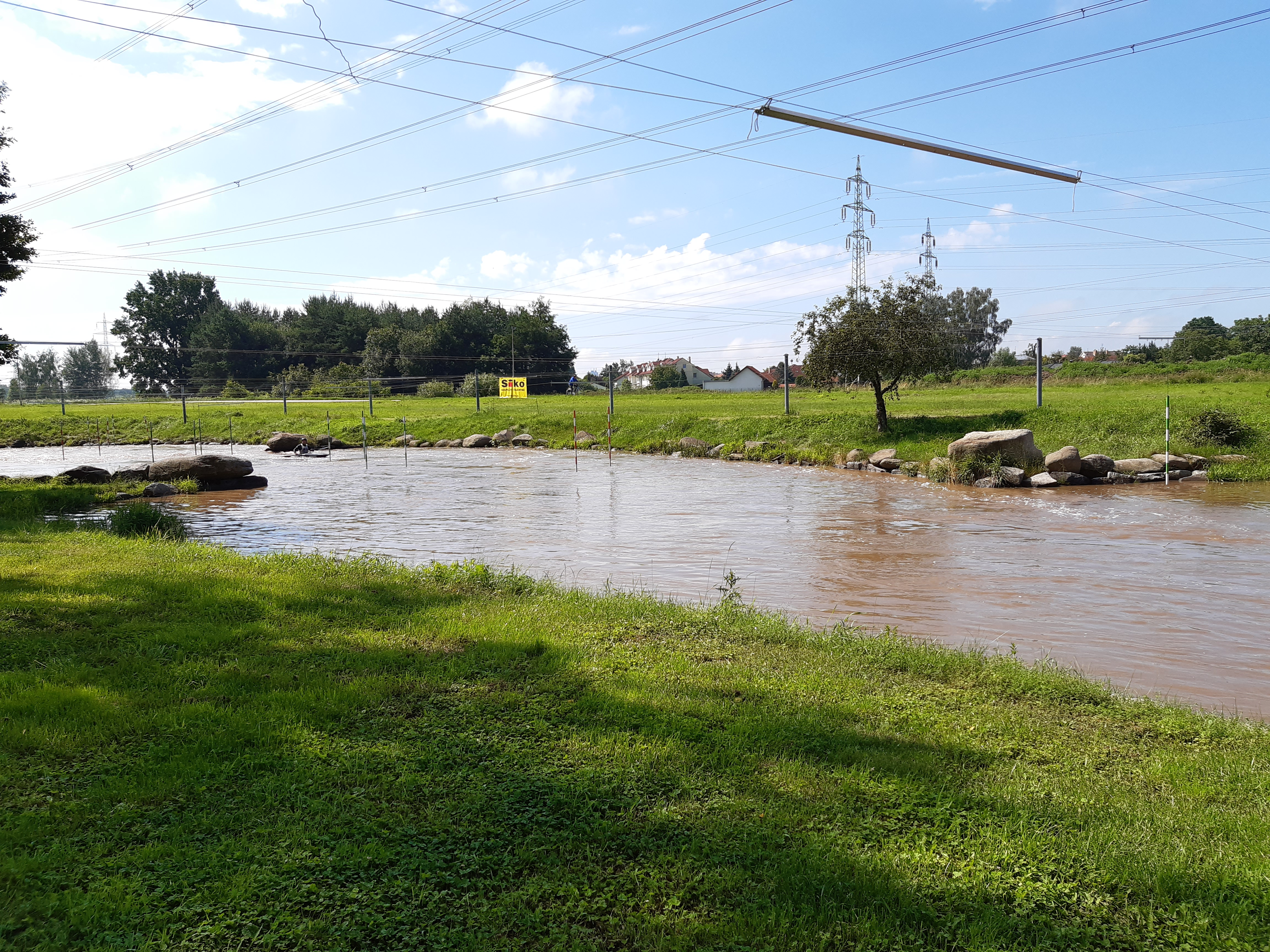
Konec první závodní tratě
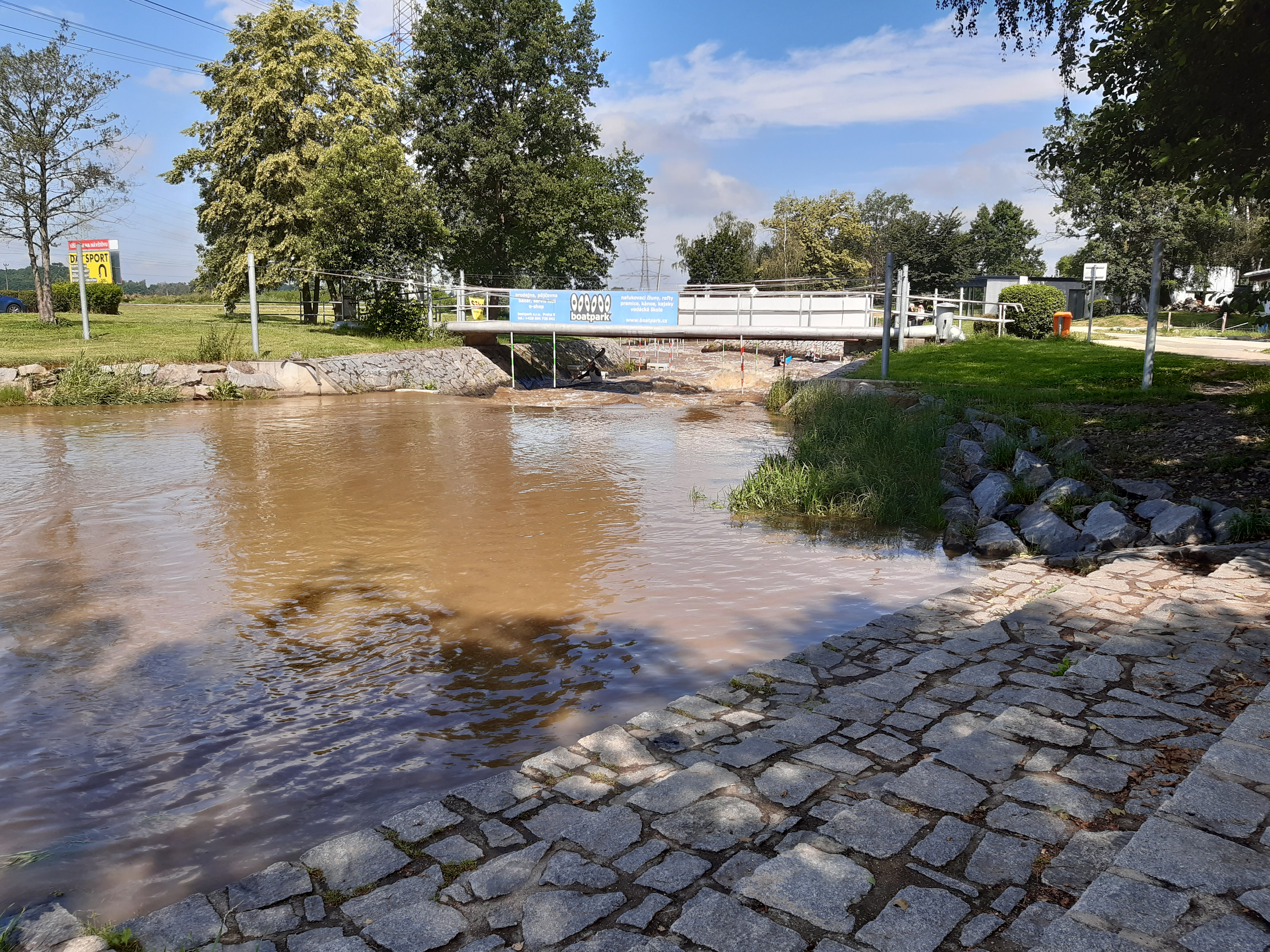
Začátek druhé závodní tratě
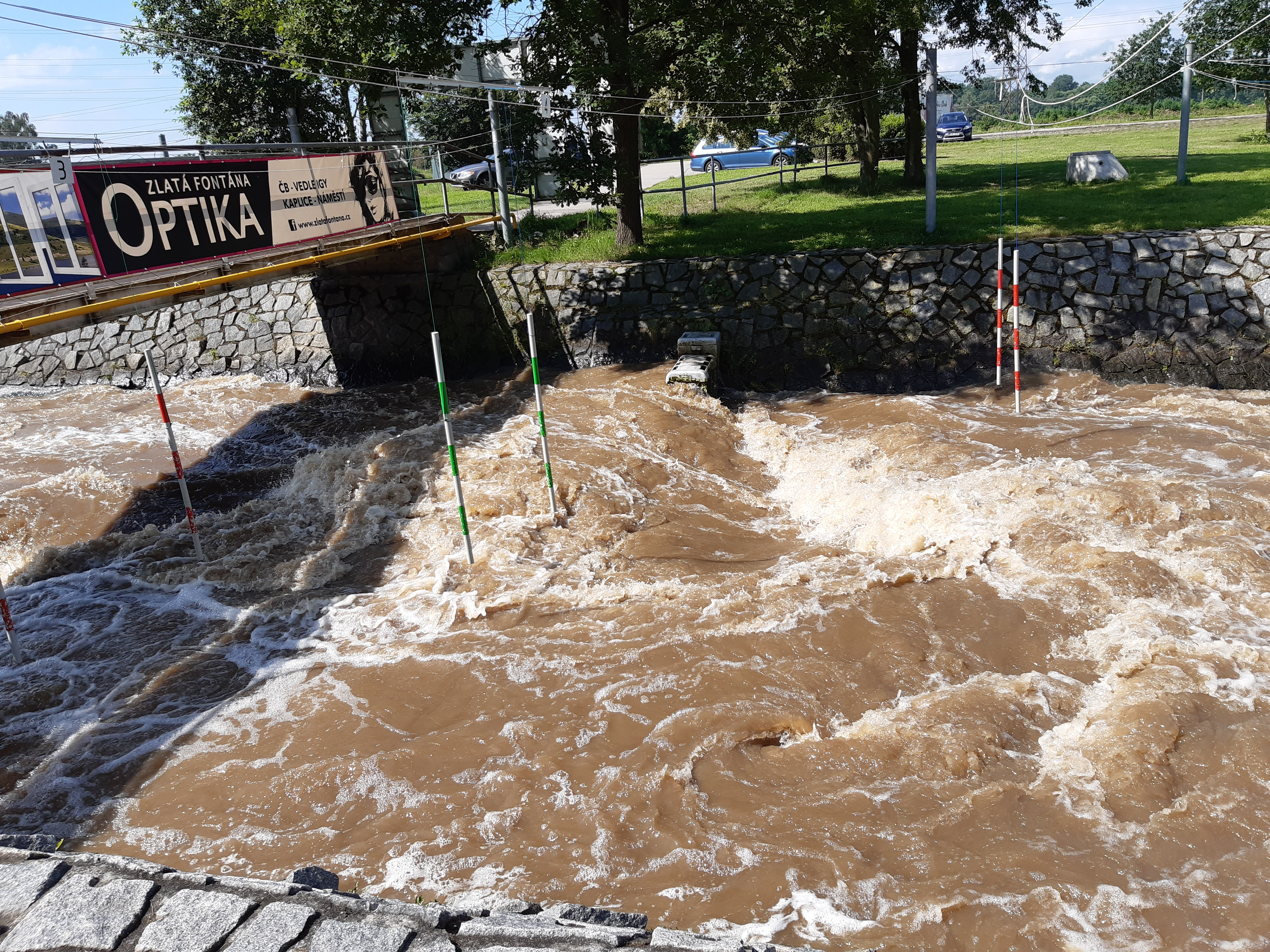
První pasáž druhé tratě
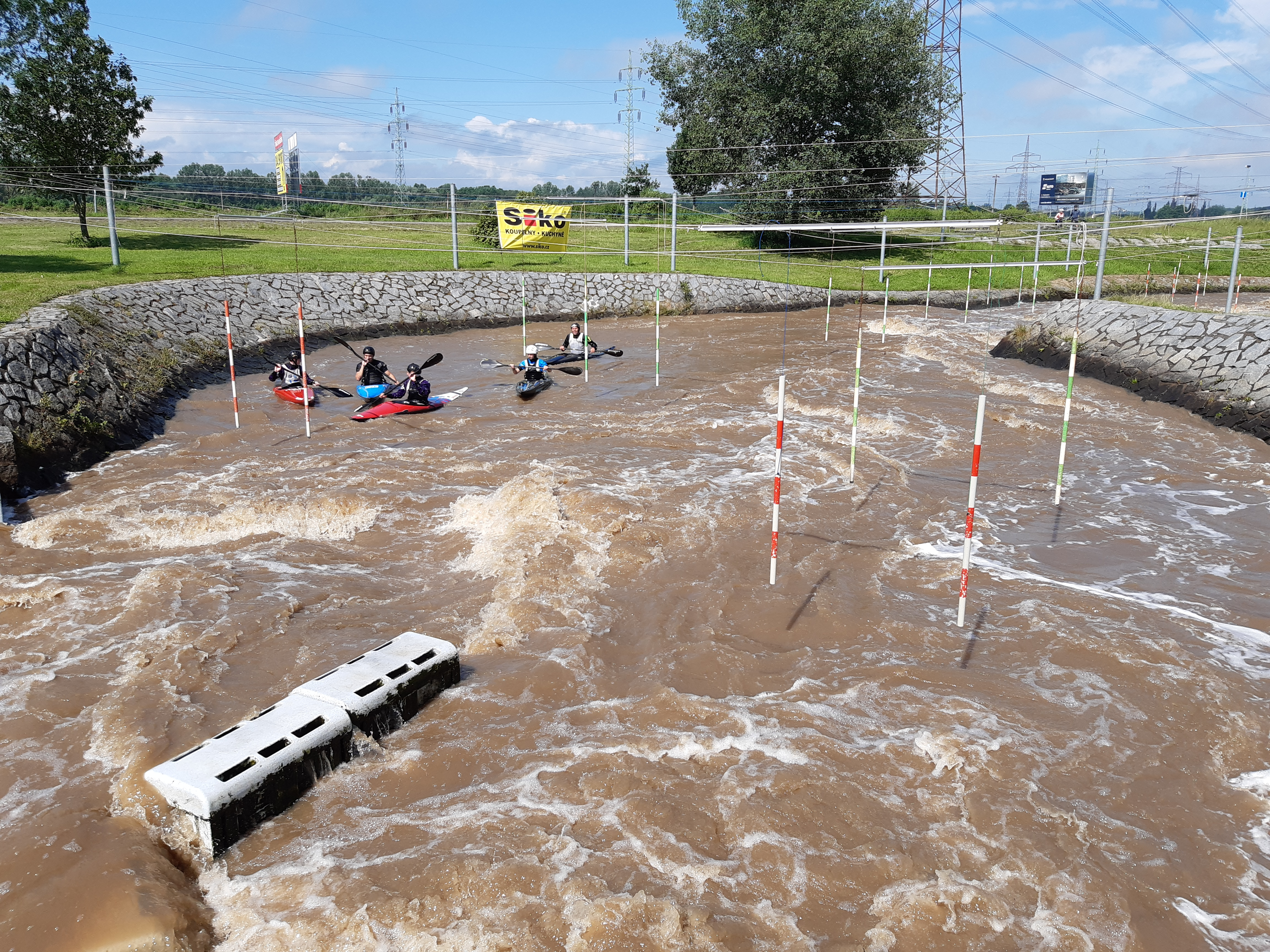
První bazén s dvěma velkými vracáky
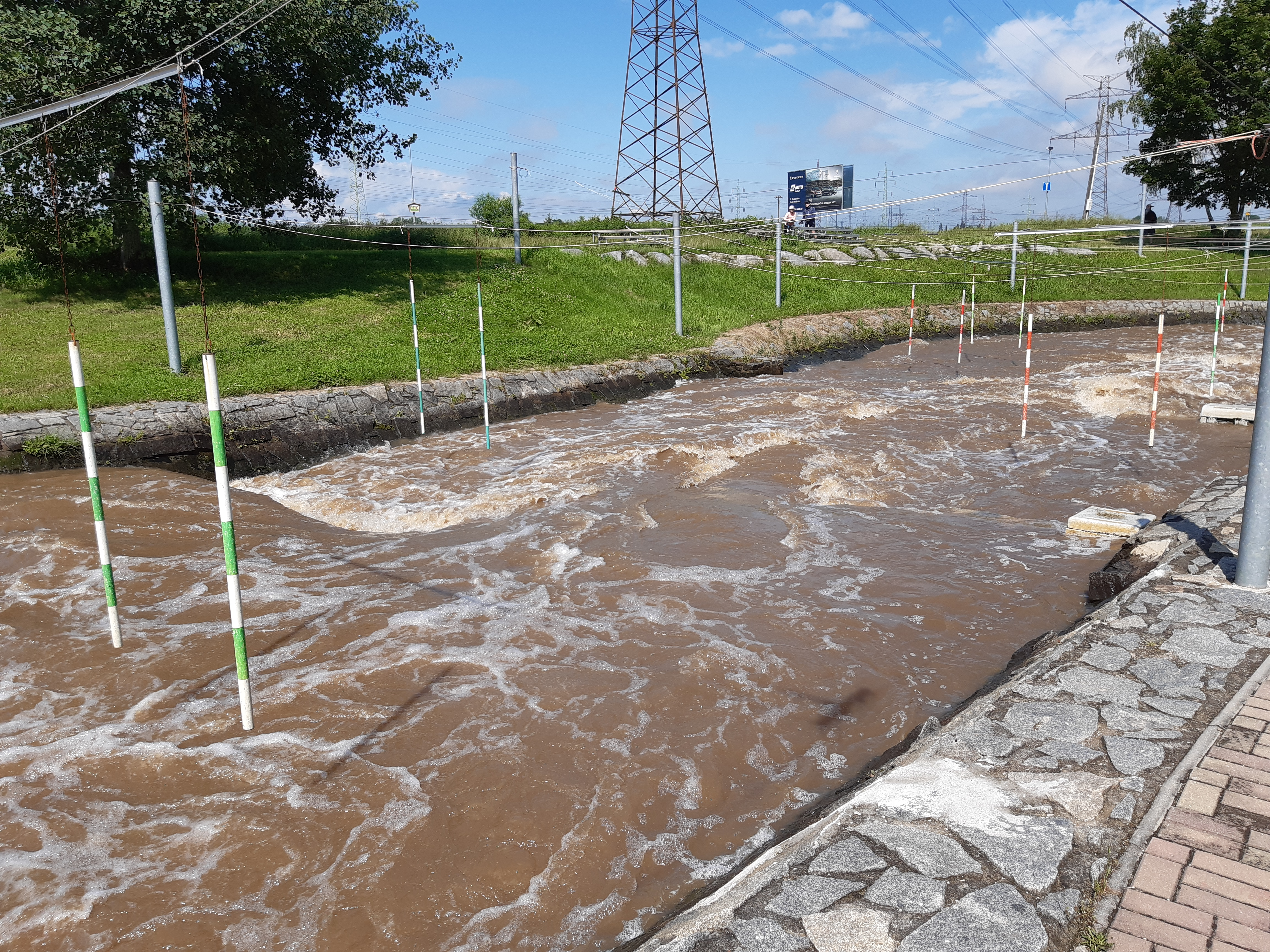
Lehčí pasáž za prvním bazénem
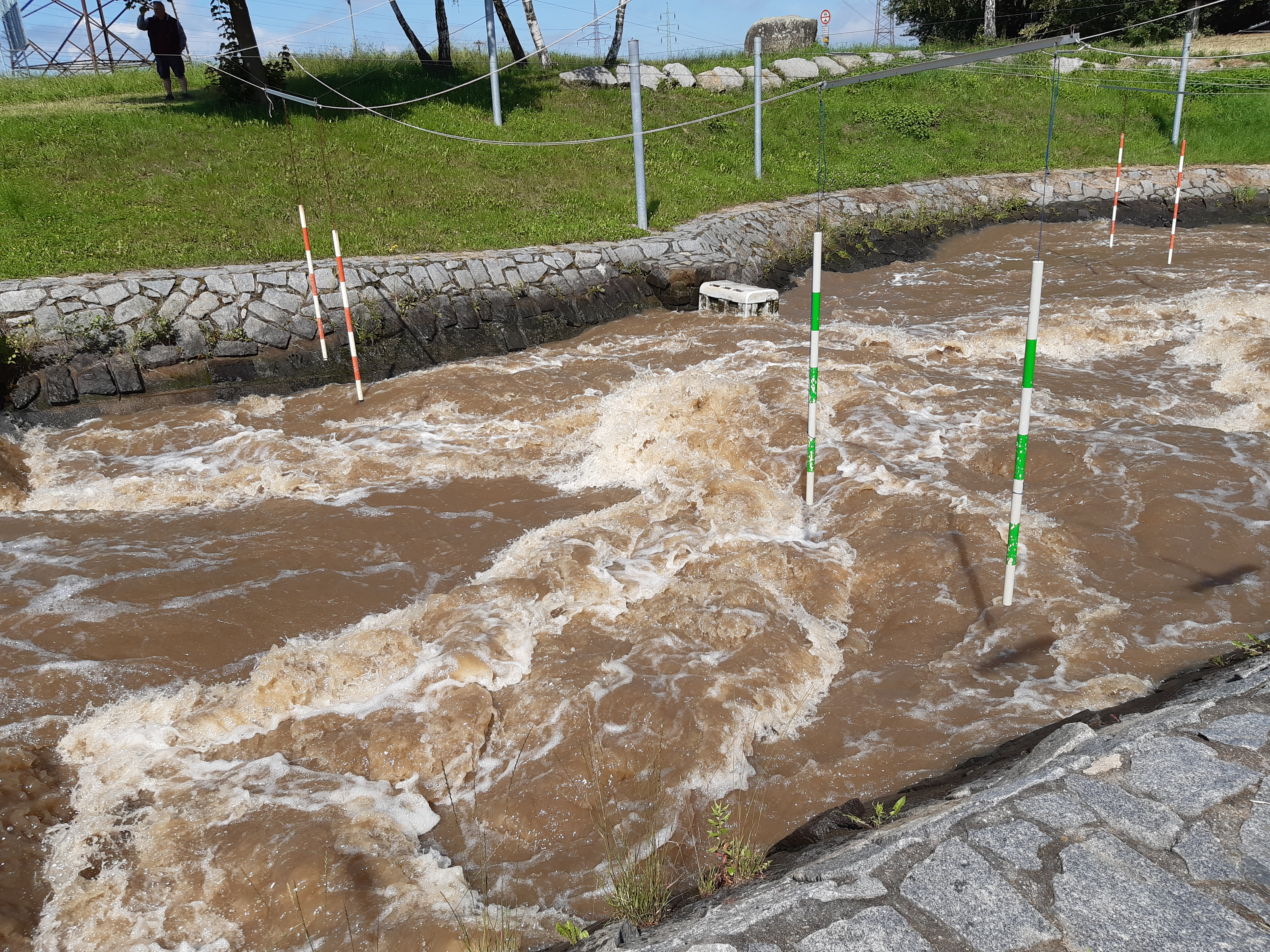
Těžká pasáž uprostřed druhé tratě
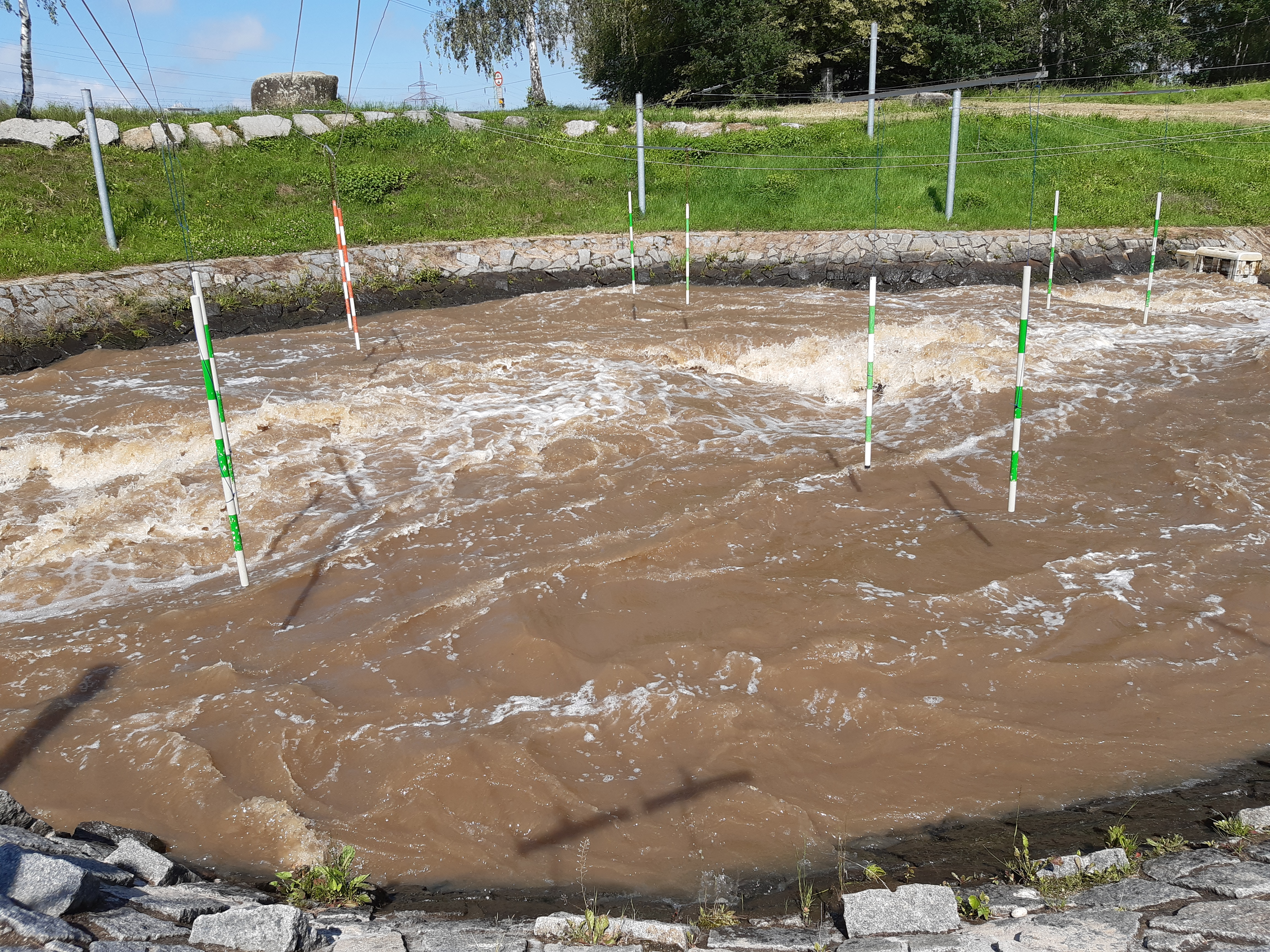
Druhý bazén
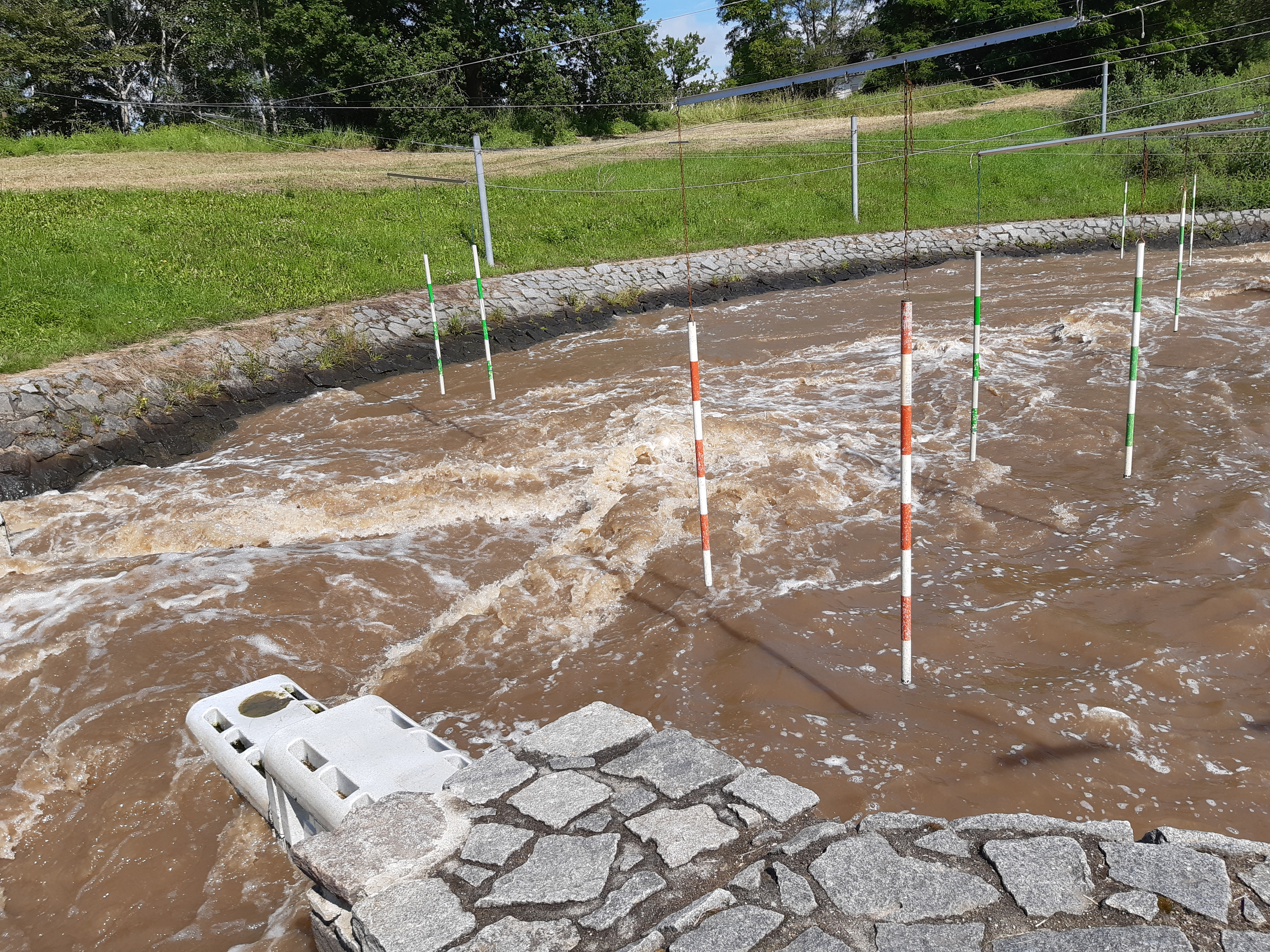
Klidnější část ke konci kanálu